# 4117 Wilke
4117 Wilke је астероид главног астероидног појаса чија средња удаљеност од Сунца износи 2,841 астрономских јединица (АЈ).
Апсолутна магнитуда астероида је 12,7.